# Корниш
Корниш (от фр. route à corniche — горная дорога) — в ряде языков дорога, проходящая по горному склону, причём с одного конца в гору, а с другого — под гору. В русском языке слово используется редко.
Во многих арабских странах слово «корниш» (араб. كورنيش‎) означает улицу вдоль моря или реки, предназначенную для прогулок. Например, корниш в Бейруте вдоль берега Средиземного моря или корниш в Каире вдоль Нила. Также подобные корниши имеются в Луксоре, Асуане, Маади, Александрии, Абу-Даби, Дохе, Джидде, Касабланке.